# Добро вече, ми смо из Украјине
"Добро вече, ми смо из Украјине" (чит. укр.: "Доброго вечора, ми з Украјини") - познати израз, гесло током рата, кузички трек PROBASS ∆ HARDI , издат 2021. године, као и незванични војни поздрав у Украјини, који је постао популаран након руског напада на Украјину 2022. године. Трек је изашао на 8. место у украјинском чарту Apple Music у марту 2022. године. Аутор израза је украјински музичар, фронтмен и вођа групе "ДахаБраха" Марко Галаневић.

## Историја
Сингл је изашао у октобру 2021. године. Његови творци група PROBASS ∆ HARDI су из Кременчука.
Трек је постао популаран у TikTok, где је на основи овог трека настало око 730 хиљада видеа. Песма је постигла десетине милиона прегледа на Интернету. Сам израз у треку изговара Марко Галаневић из популарне укрјаинске групе "ДахаБраха".

## Гесло у току рата
Основни израз трека "Добро вече, ми смо из Украјине" постао је популаран незванични војни поздрав у Украјини након руског војног напада 2022. године. С тим изразом почиње своје говоре председник Миколајивске регионалне државне администрације Виталиј Ким, Оружане снаге Украјине, Министар одбране Украјине Резников, новинари. Израз се чује у бомбоскровиштима Украјине и тако подржава морални дух украјинаца.
Регуларно коришчење израза без додатних превода увело је овај израз у коришчење и у иностранству.

## Признања
На редној седници Кременчутске градске управе 15.марта 2022. године градоначелник Кременчука Виталиј Малетскиј  је уручио награде ауторима трека "Добро вече, ми смо из Украјине". 

## Читај такође
Списак песама о руско-украјинском рату (2022)

## Белешке
1. ↑  „Кінджал, айкос і класні шкарпетки: губернатор Миколаєва Віталій Кім став героєм мемів (ФОТО) -”. Новини Києва | Big Kyiv. Великий Київ. Архивирано из оригинала 08. 03. 2022. г. Приступљено 05. 03. 2024.
2. ↑  „Вот такой пацан, Доброго вечора и Элтон Джон: какую музыку слушают в Днепре. Информатор Днепр (рос.)”.
3. 1 2  „"Доброго вечора, ми з України": кому належить відома фраза і хто її такою зробив. BBC News Україна”.
4. ↑  „Online-зустріч із гуртом «ДахаБраха».”.
5. 1 2  „«Доброго вечора, ми з України» — трек від діджеїв з Кременчука зібрав десятки мільйонів прослуховувань. Інтернет-видання «Полтавщина»”. Архивирано из оригинала 13. 03. 2022. г. Приступљено 05. 03. 2024.
6. ↑  „«Доброго вечора, ми з України». Цей трек написали діджеї з Полтавщини і він зібрав понад 2 мільйони переглядів на Youtube. ЗМІСТ.”. Архивирано из оригинала 13. 03. 2022. г. Приступљено 05. 03. 2024.
7. ↑  „Україна з розумінням прийме капітуляцію Росії, – Резніков. texty.org.ua.”.
8. ↑  „Віолетта ОРЛОВА (2021-3-15). «Доброго вечора, ми з України!»: у Кременчуці автори хіту отримали відзнаки. «УНІАН».”. Архивирано из оригинала 16. 03. 2022. г. Приступљено 05. 03. 2024.